# 대도서관 (방송인)
대도서관(본명: 나동현, 1978년 10월 31일~)은 대한민국의 엉클대도의 대표이사이자 스트리머로 활동하는 인터넷 방송 진행자이자 컨텐츠 크리에이터이다. 또한 대도서관이라는 별명은 시드 마이어의 문명 V 비디오 게임을 방송할 때 만들어졌다. 그는 게임 속 건물인 알렉산드리아 도서관의 별명 "대도서관"에서 영감을 얻었고, '세상의 다양한 지식을 나를 통해서 쉽고 재미있게 알 수 있게 하겠다'는 의미를 넣었다. 2020년 9월 17일 현재 169만 명의 구독자가 있으며 한국 유튜브 채널 중 90위에 올라있다.

## 방송 이전
대도서관은 1978년 가난한 집안에서 태어났다. 유년 시절 대도서관의 꿈은 라디오 PD였는데, 좋은 음악을 많은 사람들에게 들려줄 수 있다는게 굉장히 매력적이라고 느꼈다고 한다. 한편 고등학교 재학 도중 아버지가 돌아가시고 가세가 기울어져 대학 진학을 포기하게 되었다. 이후 PD의 꿈을 꾸던 대도서관은 2002년 세이클럽 음악 라디오 방송을 시작하게 되었다. 라디오 방송을 진행하면서 방송이라는 일을 좋아한다는 것을 알게 되었다. 이후 군대에서 제대한 다음 세이클럽에서 계속 음악 방송을 진행하던 중 친구의 제안으로 교육 관련 IT 업체에 입사하게 되었다.
IT 회사를 다니던 시절에는 컨텐츠 기획자로 일했다. '기획'을 하다 보니 세상 흐름에 관심을 갖게 됐고 온라인 기반의 회사에서 기본적인 영상 촬영, 편집 등을 익힐 수 있었다. 하지만 고졸이라는 한계 때문에 자신을 브랜딩할 방법을 찾고 있다가 IT 업계에서 일했던 대도서관은 해외 상황에 대해 잘 알고 있었고 취업하기 전 세이클럽에서 라디오 방송을 했던 기억으로 2009년 직장을 그만둔 후 평소 게임에 관심이 많아서 다음 tv팟에서 《시드 마이어의 문명 V》로 방송을 시작하게 되었다.

## 방송 특징
대도서관은 주로 방송 콘텐츠는 어린 시절부터 영화, 책, 드라마를 즐겨 보았던것이 원천이라고 한다. 대도서관은 유명 게임 보단 비교적 알려지지 않은 게임들을 주로 방송한다. 그리고 공략이 필요한 게임보다는 같이 스토리텔링을 자유롭게 할 수 있는 오픈 월드 게임을 주로 선정한다. 왜냐하면 그런 게임들은 구성과 요소가 탄탄해 자신이 할게 없기 때문이라고 한다. 또한 선정한 게임에 따라 콘셉트를 다르게 진행하는데 게임을 더 드라마틱하게 받아들이게 하기 위해서라고 한다.
또한 일정한 철칙을 가지고 방송을 하고 있으며 이는 다음과 같다: 첫 번째로는 시청자와 적정선을 지키며, 두 번째로는 욕설 없는 채팅환경을 만드는 것이다. 철칙을 만든 이유로 채팅창에 욕설이 공론화되면 채팅창의 기능이 욕설에만 집중됨을 들었다. 이때문에 대도서관이 하는 방송을 유교 방송이라고 부르기도 한다. 다음 tv팟에서 아프리카TV로 옮긴 이후로는 채팅방의 통제가 힘들어 채팅방에 대한 통제 방식이 바뀌었다. 그는 매니저를 따로 두지 않았는데, 이는 매니저와 시청자가 서로 반목할 수 있기 때문이라고 한다. 하지만 아프리카TV에서 유튜브로 플랫폼을 옮긴뒤에는 매니저를 두고 있다. 그러나 친목을 형성하는 분위기가 생기기 마련, 매니저는 이를 방지하기 위해 자리에서 물러나겠다고 했다. 현재는 채팅에 관여하지 않고 관리를 하는 비밀 매니저(일명 암부)를 몇 명 뽑아서 채팅방을 관리 하는 방식으로 진행하고 있다.

## 사건・사고

### NDC 행사 게임 기획 출연
넥슨이 주최하는 개발자 컨퍼런스 '넥슨 개발자 컨퍼런스 16(Nexon Developers Conference 2016, 이하 NDC 16)'의 참관자 모집이 시작됐다. NDC 강연 목록이 발표된 후 개발자, 게이머들 사이에서는 비(非) 개발자가 '게임 기획'으로 강연에 나선다는 점에서 이 강연에 대한 논란이 일었다.
이에 넥슨 측은 직접 대도서관에게 강연 요청을 했고 대도서관이 이를 수락하며 성사되었으며 NDC에는 매년 몇몇 초청인사의 강연이 있었고 대도서관 강연도 그런 맥락에서 추진되었다라고 밝혔다. 또한 "게임 업계 종사자뿐 아니라 학생, 유관 산업 전문가들이 모두 함께하는 NDC는 다채로운 주제의 강연을 통해 경험과 사례를 공유하는 장으로, 1인 미디어의 대표 창작자인 '대도서관'의 경험과 고민이 청중에게 다양한 통찰력을 제공할 수 있다고 판단, 발표자로 선발했다"며 "특히 1인 미디어는 여러 콘텐츠 산업이 유기적으로 접목된 사례로써, 올해 슬로건인 '다양성'과도 부합한다고 판단했다"고 밝혔다.
한편 대도서관은 "주최 측에서 처음 주신 강연정보 관련 엑셀 파일에 강연분야 체크가 필수였고 <종합>이나 <다양함> 등의 항목이 없길래 어쩔 수 없이 다 체크했는데 항목들 중 <게임 기획>이 제일 위에 있어서 내 강연분야가 마치 게임기획인양 보여서 오해를 부른듯하다"고 밝혔다.

### 저작권

#### 고소
대도서관은 과거 불법 다운로드를 받은 게임으로 중계하였다. 증거는 마인크래프트라는 게임을 중계했지만 돈을 주고 구입한 정품이 아니였고 최근에 이 문제를 누군가가 제기했는데 3~4년 전의 문제를 마치 내가 지금 한 것인양 걸고 넘어져 순간적으로 감정관리가 제대로 안 된 상태에서 고소 운운하고 바로 사과하였다. 이후 자신의 모든 방송에서 돈을 주고 받은 정품 게임으로 방송하며 방송에서도 정품을 사용하라고 권고하고 있다고 밝혔다.

#### 강연 이후
또한 NDC 강연이 끝나고 이어진 질의응답 시간에 과거에 불법복제한 게임으로 방송을 했던 사례를 들며 "저작권에 너무 무감각한 것은 아니냐"는 질문이 이어졌다. 대도서관은 "4~5년전 돈이 없던 시절 시청자들이 메일로 보내주던 (불법복제) 게임들을 아무 생각 없이 했던 것이 정말 부끄럽다"며 "홍보차원에서 눈감아주는 사례가 많긴 하지만, 게임저작권은 엄연히 게임개발사에 있다"고 거듭 사과했다.

### 아프리카TV 활동중단 선언
2016년 10월 14일 대도서관의 개인 방송국이 아프리카TV로부터 7일 정지 조치되었다. 명시된 정지 이유는 '상업방송 정책 위반'으로, 대도서관은 아프리카TV측이 "시노자키 아이가 출연과 함께 아케론의 광고를 하는 것을 아프리카TV측에 미리 알리지 않았기 때문에 정지"하였다고 밝혔음을 알렸다.
또한 방송할때에 아프리카TV가 매 광고 송출시마다 800만원 내지 1000만원에 달하는 호스팅비를 요구하고 있었고 대도서관이 직접 말하기를 이 금액은 CJ측에서 매번 부담하였다고 했으며, 이 호스팅비 납부가 매번 후불로 이루어졌는데 이번에는 호스팅비를 납부하겠다는 의사표시를 하였음에도 정지를 철회할 수 없다는 입장으로 일관하였고 방송 시청자들에게 상황을 알릴 시간조차 주지 않았다며 유감이라는 입장을 밝혔다. 또한 앞으로 아프리카TV에서는 방송을 진행하지 않으며 유튜브에서 라이브 방송을 할 것을 밝혔다.
이 사건으로 아프리카TV에서 대도서관과 비슷한 입장을 갖고있었던 많은 유명 비제이들이 유튜브로 넘어오게 되었다.
아프리카TV는 대도서관에게 금전적인 요구를 한 것은 사실무근이라면서 인기 BJ들의 경우 파워블로거처럼 사회적 파장을 불러올 수 있기 때문에 사전 협의를 요구했을 뿐이라고 주장했다.

## 대외 활동

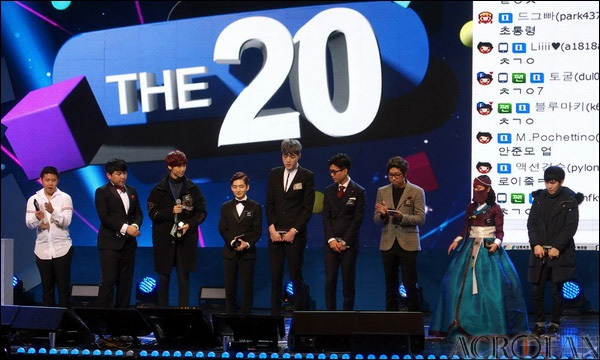
2015년 아프리카TV BJ대상 'THE 20' 분야로 선정된 대도서관의 모습 (오른쪽 끝을 기준으로 3번째)

- 2014년 2월 14일 오후 2시, 서울 역삼동 은행권청년창업재단 기업가정신센터 디캠프(D.CAMP) 6층에서 개최한 '게임 크리에이터 데이' (Game Creator Day)’에 있는 리아 유, 양띵, 대도서관
- 2014년 5월 17일(토) CJ E&M 상암사옥에서 개최된 '크리에이터 그룹 쉐이킹 데이(Creator Group Shaking DAY)'에서 행사 전용 사진을 촬영중인 대도서관
- 2014년 11월 23일 G-star에 있는 대도서관
- 2015년 1월 14일 5세대 인텔 코어 프로세서 발표 기자간담회에서 ‘트렌드 메신저’로 선정된 대도서관 (오른쪽 끝을 기준으로 2번째)
- 2015년 5월 10일 상암월드컵경기장에서 열린 청춘페스티벌에서 연설중인 대도서관
- 2015년 5월 19일 국내 유튜브 크리에이터 패널 토의 세션에서 의견을 말하고 있는 대도서관
- 2015년 8월 28일 동대문디자인플라자(DDP) 알림 2관에서 열린 2015 YouTube FanFest Korea에서 공연중인 윰댕과 대도서관
- 2016년 3월 19일 부산 게임 축제 "Busan Game Weekend"에서 팬미팅 중인 대도서관(왼쪽 끝 검은색 정장)
- 2016년 6월 25일 광주세계웹콘텐츠페스티벌에서 싸인회중인 대도서관과 윰댕

## 수상 경력

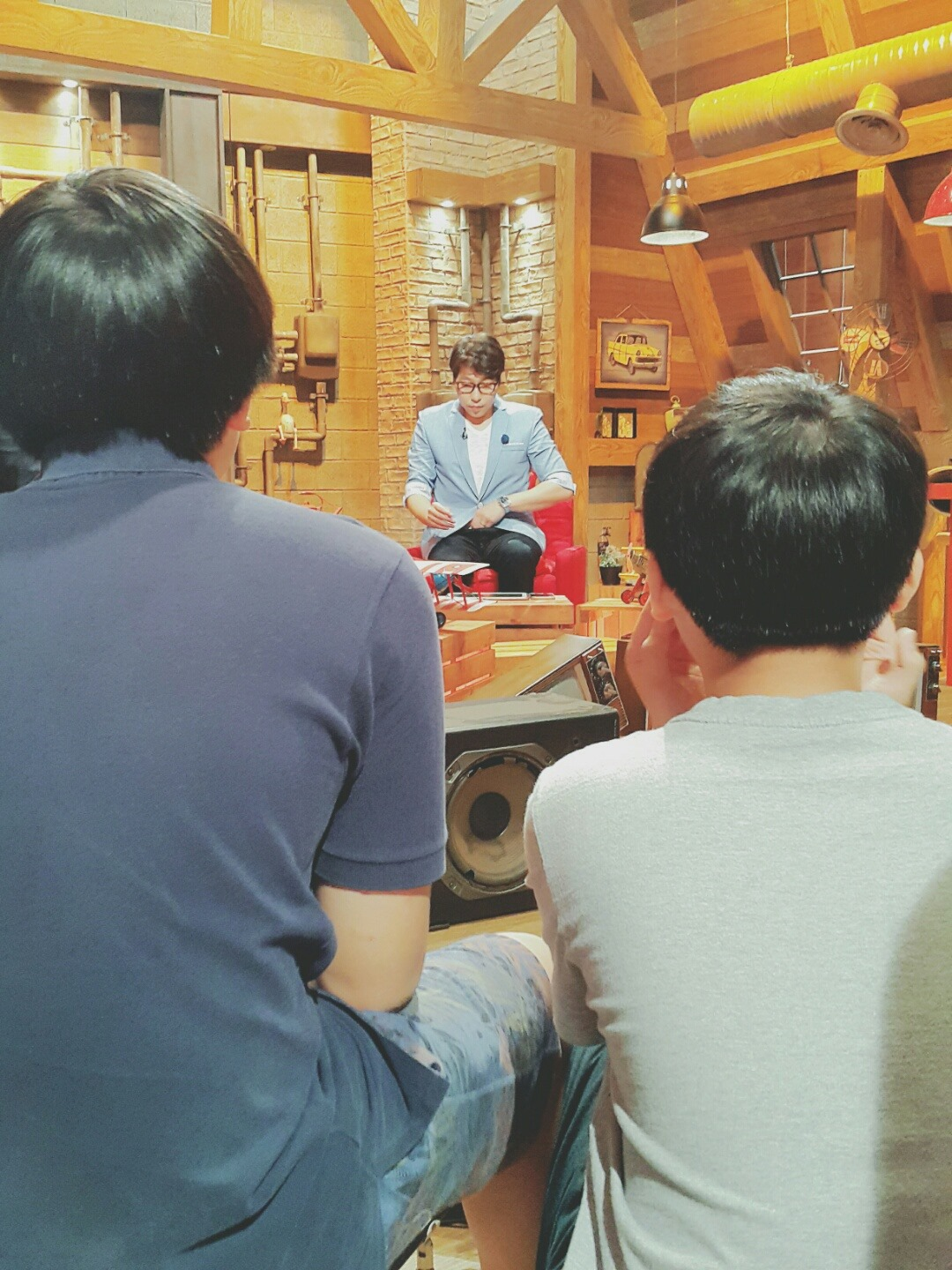
2016년 6월 22일 대도서관 JOB쇼에서 촬영중인 대도서관

| 연도 | 상 이름                | 부문               | 결과 | 출처   |
| ---- | ---------------------- | ------------------ | ---- | ------ |
| 2013 | 아프리카TV 방송대상    | 최우수상 게임 부문 | 수상 | [ 21 ] |
| 2013 | 아프리카TV 방송대상    | 최고의 방송상      | 수상 | [ 21 ] |
| 2014 | 아프리카TV BJ FESTIVAL | 콘텐츠 대상        | 수상 | [ 22 ] |
| 2014 | 아프리카TV BJ FESTIVAL | Star BJ 20         | 수상 | [ 22 ] |
| 2015 | 아프리카TV BJ대상      | The 20             | 수상 | [ 23 ] |
| 2016 | 케이블TV 방송대상      | 1인 크리에이터상   | 수상 | [ 24 ] |
| 2016 | 아프리카TV BJ대상      | The 20 게임부문    | 수상 | 불참   |

## 방송 출연
| 연도 | 방송사      | 제목                         | 역할                           | 출처       |
| ---- | ----------- | ---------------------------- | ------------------------------ | ---------- |
| 2014 | OGN         | 《대배틀》                   | MC                             | [ 25 ]     |
| 2014 | tvN         | 《아이에게 권력을?!》        | 나레이션                       | [ 26 ]     |
| 2016 | EBS1        | 《대도서관 JOB쇼》           | MC                             | [ 27 ]     |
| 2018 | JTBC        | 《랜선라이프》               |                                |            |
| 2018 | SBS         | 《백년손님》                 |                                |            |
| 2018 | KBS         | 《대국민 토크쇼 안녕하세요》 |                                |            |
| 2018 | KBS2        | 《1 대 100》                 |                                |            |
| 2018 | KBS1        | 《아침마당》                 |                                |            |
| 2018 | KBS Cool FM | 《박명수의 라디오쇼》        |                                |            |
| 2018 | O tvN       | 《어쩌다 어른》              | 강사                           |            |
| 2018 | CBS         | 《세상을 바꾸는 시간, 15분》 | 강사                           |            |
| 2018 | MBC         | 《미스터리 음악쇼 복면가왕》 | 조각을 내주겠다 스테인드글라스 | < 참가자 > |
| 2018 | CBS         | 《세상을 바꾸는 시간, 15분》 | 강사                           |            |
| 2019 | tvN         | 《왕이 된 남자》             | 야바위꾼 역                    |            |
| 2020 | MBN         | 《보이스 트롯》              | 참가자                         |            |

## 영화
- 2019년 《엑시트》영상을 통해 구조 상황을 보고 있는 남자 역 (특별출연)

## 저서
- 《유튜브의 神 (1인 크리에이터들의 롤모델 대도서관이 들려주는 억대 연봉 유튜버 이야기)》. 비즈니스북스. 2018년 5월 10일. ISBN 979-11-6254-016-9.

## 같이 보기
- 윰댕
- 인터넷 방송